# Hyophila mosenii
Hyophila mosenii är en bladmossart som beskrevs av Brotherus 1895. Hyophila mosenii ingår i släktet Hyophila och familjen Pottiaceae. Inga underarter finns listade i Catalogue of Life.